# Història de Guyana
Aquest article tracta sobre la història de Guyana. Els primers europeus que es van establir al territori, poblat per tribus ameríndies (arawaks i caribs), foren els holandesos, que hi van establir tres colònies: Essequibo (1616), Berbice (1627) i Demerara (1752). En van assumir el control els britànics al final del segle xviii, i finalment les tres colònies van esdevenir la Guaiana Britànica el 1831.
L'abolició de l'esclavitud el 1834 va comportar l'establiment de població negra a les àrees urbanes i la importació de treballadors de l'Índia, la Xina i Portugal per treballar a les plantacions de sucre. Aquesta divisió ètnica i cultural ha persistit i ha ocasionat turbulències polítiques en diverses ocasions. Guyana va aconseguir la independència del Regne Unit el 1966 i va esdevenir una república dins la Commonwealth el 1970.

## Història primerenca
Els britànics van deixar la pràctica d'importar treball el 1917. Molts dels ex esclaus afroguyanesos es van traslladar cap als pobles i van arribar a ser la majoria de la població urbana, mentre que els indoguyanesos van seguir sent predominantment rurals. Un pla del 1862 per portar obrers negres dels Estats Units va ser poc reeixit. La petita població ameríndia viu a l'interior del país.
La gent d'aquests orígens diversos han coexistit pacíficament durant la major part de la història. Revoltes d'esclaus, com la de 1763 liderada per l'heroi nacional de Guyana, Cuffy, van demostrar el desig pels drets bàsics però també una voluntat de comprometre's. Els disturbis racials entre indo i afroguyanesos van esclatar el 1962-64, degut en gran part a la intervenció externa (vegeu Imperi Britànic). No obstant això, la naturalesa conservadora i cooperativa de la societat guyanesa va contribuir a un refredament de les tensions racials.

## Moviment independentista

Bandera de la Guaiana Britànica, 1919-1954.

La política guyanesa, això no obstant, ha estat ocasionalment turbulenta. El primer partit polític modern a Guyana va ser el Partit Progressista Popular (People's Progressive Party), establert l'1 de gener de 1950, amb Forbes Burnham, un afroguyanès amb educació a la Gran Bretanya, com a president; Dr Cheddi Jagan, un indoguyanès educat als Estats Units, com a segon vicepresident, i la seva dona nascuda als Estats Units, Janet Jagan, com a secretària general. El PPP va guanyar 18 dels 24 escons en les primeres eleccions populars permeses pel govern colonial el 1953, i el Dr Jagan es va convertir en líder de la càmara i ministre d'agricultura al govern colonial. No obstant això, les visions marxistes de Jagan van causar preocupació a Washington. El 9 d'octubre de 1953, cinc mesos després de la seva elecció, els britànics van suspendre la constitució i van desembarcar tropes perquè, van dir ells, els Jagan i el PPP estaven planejant fer de Guyana un estat comunista. Aquests successos van portar a una divisió manipulada en el PPP, en què Burnham es va separar i va fundar el que es va convertir finalment en el Congrés Nacional Popular (People's National Congress). Els interessos colonials, els quals esperaven desbaratar el moviment independentista guyanès, el conflicte instigat entre indo i afroguyanesos, el PPP, que va ser un partit multiètnic i nacionalista, va ser representat com un vehicle per a la majoria de la població indoguyanesa, i el PNC es va establir com a alternativa pels afroguyanesos.
Des de l'última part de 1963 fins a la primera part de 1964 va venir el període anomenat eufemísticament pels britànics "Els Disturbis". Els governs del Regne Unit i dels Estats Units van unir forces per desestabilitzar el paisatge polític guyanès, amb els Estats Units proporcionant intel·ligència i infiltració a través de l'Institut Americà pel Desenvolupament del Lliure Treball (American Institute for Free Labor Development), mentre els britànics van portar la força bruta. Els operatius de l'AIFLD van instigar una vaga de 90 dies de sindicats afroguyanesos principalment urbans, la qual cosa va portar a l'economia de la nació a una aturada, la vaga va ser també l'ocasió per esclats de violència racial, com va ser usat per marcar al govern predominantment indoguyanès contra els sindicats de serveis predominantment afroguyanesos. Els britànics alternadament es van moure per aixafar els altercats, o simplement permetre'ls seguir el seu curs. Durant aquest període, els líders del PPP tals com Jagan, Brindley Benn, i l'home que va arribar a ser considerat com el poeta premiat de Guyana, Martin Carter, van ser freqüentment empresonats i assetjats pels britànics.

Bandera de Guyana, 1966.

Guyana va aconseguir la independència el 26 de maig de 1966, i es va convertir en república el 23 de febrer de 1970, l'aniversari de la revolta d'esclaus de Cuffy. Des de desembre de 1964 fins a la seva mort a l'agost de 1985, Forbes Burnham va governar Guyana en una manera cada vegada més autocràtica, primer com a primer ministre i més tard, després de l'adopció d'una nova constitució el 1980, com a president executiu. Durant aquest marc de temps, les eleccions van ser vistes a Guyana i a l'estranger com a fraudulentes. Van ser suprimits els drets humans i les llibertats civils, i van ocórrer dos principals assassinats polítics: el sacerdot jesuïta i periodista Bernard Darke al juliol de 1979, i el distingit historiador i líder del partit WPA Walter Rodney al juny de 1980. Agents del president Burnham es creu generalment que han estat els responsables de les dues morts.

## Història post-Burnham
Després de la mort de Burnham el 1985 el primer ministre Hugh Desmond Hoyte va accedir a la presidència i va ser escollit formalment en les eleccions nacionals de desembre de 1985. Hoyte va revertir gradualment les polítiques de Burnham, canviant el socialisme d'estat i el control unipartidista a una economia de mercat i llibertat sense restricció de la premsa i de reunió. L'expresident nord-americà Jimmy Carter va visitar Guyana per la represa de les eleccions lliures, i el 5 d'octubre de 1992 va ser escollida una nova Assemblea Nacional i uns nous consells regionals en les primeres eleccions guyaneses des de 1964 per ser reconegudes internacionalment com a lliures i justes. Cheddi Jagan va ser escollit i va jurar com a president el 9 d'octubre de 1992.
Quan el president Jagan va morir al març de 1997, el primer ministre Samuel Hinds el va reemplaçar d'acord amb les disposicions constitucionals. La vídua del president Jagan, Janet Jagan, va ser elegida presidenta al desembre de 1997. Va renunciar a l'agost de 1999 a causa de la seva precària salut i va ser reemplaçada pel Ministre de Finances Bharrat Jagdeo, qui havia estat nomenat primer ministre un dia abans.

## El segle XXI
Es van fer eleccions nacionals el 19 de març de 2001. El president Jagdeo va guanyar la reelecció amb una participació de gairebé el 90%.
El 2002 cinc fugitius d'una presó de Georgetown "es van embarcar en una sèrie d'assassinats, segrestos i robatoris", autoproclamant-se guerrillers que es resistien al govern. Aquestes massacres van donar lloc a l'emergència d'una unitat paramilitar coneguda com l'Esquadró Fantasma, dirigida per Shaheed "Roger" Khan, un narcotraficant indoguayanès de cocaïna, que va participar en molts assassinats extrajudicials, principalment de delinqüents negres, que van durar sis anys, de manera que hi va haver qui va dir que el país s'havia convertit en un narcoestat.
El PPP guanyaria la reelecció el 2006. No obstant això, un nou partit d'oposició política, Aliança per al Canvi, format per persones que havien deixat tant del PPP com del PNC, va aconseguir sis escons al parlament del país.
Unes greus inundacions després de pluges torrencials van causar estralls a Guyana a partir del gener de 2005. El fenomen va durar unes sis setmanes, va inundar el cinturó costaner, va causar la mort de 34 persones i va destruir gran part dels cultius d'arròs i canya de sucre. La Comissió Econòmica de l'ONU per a Amèrica Llatina i el Carib va estimar al març que el país necessitaria 415 milions de dòlars per a la recuperació i reconstrucció. Unes 275.000 persones, el 37% de la població, es van veure afectades d'alguna manera per les inundacions. L'any 2013 es va acabar el Canal de l'Esperança per fer front a les inundacions.
El maig de 2008, el president Bharrat Jagdeo va ser signatari del Tractat Constitutiu de la UNASUR de la Unió de Nacions Sud-americanes. El 12 de febrer de 2010, Guyana va ratificar la seva pertinença a la Unió de Nacions Sud-americanes (UNASUR). El desembre de 2011, el president Bharrat Jagdeo va ser succeït per Donald Ramotar del governant Partit Progressista Popular (PPP). No obstant això, el partit governant, amb el suport principalment dels indoguyanesos, va perdre la seva majoria parlamentària per primera vegada en 19 anys.
El maig de 2015, Guyana va concedir un contracte a ExxonMobil per a la perforació de petroli a alta mar, per aprofitar "més de 10.000 milions de barrils" a les aigües territorials del país, fent guanyar al país milions de dòlars en ingressos petroliers per al seu "desenvolupament i adaptació al canvi climàtic". Això va convertir el país en un productor emergent de petroli, mentre que altres països estaven reduint la seva dependència del petroli, el carbó i el gas natural, i la mateixa Guyana es trobava ja sota una "amenaça greu" pel canvi climàtic. Aquesta nova riquesa petroliera també va provocar disputes frontereres marítimes amb les nacions veïnes, pel que fa als recursos de la seva zona econòmica exclusiva.
El maig de 2015, David Granger d'Associació per a la Unitat Nacional (APNU per les inicials en anglès) i Aliança per al Canvi (AFC) va guanyar les eleccions per poc. Va representar l'aliança dels partits afroguyanesos, que tenien una escassa majoria parlamentària. L'agost de 2020 Granger, ja amb 75 anys, va perdre per poc les eleccions i no va acceptar el resultat. Irfaan Ali, del PPP, va jurar com a nou president cinc mesos després de les eleccions, retard degut a les acusacions de frau i irregularitats de Granger.
El setembre de 2020, després de les eleccions, Nafeeza Yahya-Sakur i Anatoly Kurmanaev del New York Times van descriure que l'assassinat de tres persones va submergir el país en "el seu pitjor malestar racial en anys". Durant anys Guayana havia patit una tensió racial entre indoguyanèsos i afroguyanesos, en un país format per cinc grups ètnics principals: indis, africans, amerindis, europeus (principalment portuguesos), i xinesos.
Després del descobriment de reserves de petroli a Guaiana Essequiba el 2015, la disputa territorial sobre la regió entre Veneçuela i Guyana va augmentar. El 3 de desembre de 2023 es va celebrar a Veneçuela un referèndum no vinculant sobre l'annexió del territori a Veneçuela. Malgrat la baixa participació, amb uns 2,1 milions de votants, el 95% va votar a favor de crear un estat de Guaiana Essequiba sota control veneçolà. El referèndum va ser condemnades pel govern de Guyana, la secretària general de la Commonwealth Patricia Scotland, i el secretari general de l'Organització dels Estats Americans (OEA), Luis Almagro. A més, el líder de la Comunitat del Carib va expressar el seu suport a Guyana, i el Brasil va augmentar la seva presència militar al llarg de la seva frontera nord, en resposta a l'escalada de tensions a la regió.